# 翔泳社
株式会社翔泳社（しょうえいしゃ）は、日本の東京都新宿区に所在する、出版やソフトウェア開発等を主業務とする会社。
本項では持株会社のSEホールディングス・アンド・インキュベーションズ株式会社についても述べる。

## 概要
1985年創業。1998年JASDAQに株式公開。2006年10月SEホールディングス・アンド・インキュベーションズ株式会社に社名を変更し、持株会社制に移行。株式会社翔泳社の商号は分社化した出版事業部門が引き継いでいる。
出版事業では主にコンピュータ・IT関連の書籍・雑誌の発行を行っているほか、海外書籍の邦訳版を中心に一般書の発行も手がける。特に海外書籍ではグラハム・ハンコック『神々の指紋』、シーア・コルボーン他『奪われし未来』の発行で話題となった。
コンピュータゲームソフトや携帯電話向けコンテンツの開発・発売、ITソリューションの開発・コンサルティング業務、プロモーション戦略立案のアウトソーシング事業も行っている。
情報技術者を対象としたコンファレンスを主催している。最近は内部統制、ITガバナンス・セキュリティに関連する事業も展開。

## 沿革
- 1985年12月 - 東京都千代田区麹町に株式会社翔泳社を設立。コンピューターソフトウェアのマニュアル受注制作事業を開始。
- 1987年3月 - 書籍流通の取次口座を取得。「日本語Windowsプログラマーズガイド」を出版し、パソコン関連書籍の出版事業を開始。
- 1988年4月 - IT関連企業のパッケージデザイン、ブランドデザイン、CI、空間デザイン等の事業を開始。
- 1992年12月 - 本社を東京都渋谷区神宮前に移転。
- 1993年6月 - 「Windows APIバイブル1」を刊行。以降プログラミング専門書を拡充。
- 1993年9月 - 不動産管理事業の運営を目的として、子会社株式会社クラスエイ（2010年9月に連結の範囲から除外）を設立。
- 1995年
  - 4月 - 一般書籍事業（翻訳ノンフィクション等）を開始。雑誌「Visual Basic Magazine」を創刊。
  - 4月 - ゲーム開発局を新設し、ゲーム開発事業を開始。

- 1998年
  - 3月 - アミューズメント施設運営事業を開始。目黒区武蔵小山に「Game Goose」1号店オープン。
  - 7月 - 本社を東京都新宿区舟町に移転し、全部局を統合。
  - 7月 - EXAM PRESSシリーズを刊行。以降資格試験対策書籍を拡充。
  - 9月 - 当社株式を日本証券業協会に店頭登録。
  - 12月 - 米国TPD社とVisual C++のカンファレンス「VCDC JAPAN」を共催、カンファレンス・セミナー事業を開始。
- 1999年
  - 4月 - ゲーム開発局をソフトウェア・ソリューション局へ組織変更。一般システム受注、携帯電話向けソフト開発事業を開始。
  - 7月 - IT技術者向けeコマースサイト「SEshop.com」をオープン。
  - 7月 - 「ネットビジネス戦略入門」を刊行し、ビジネス書籍分野へ参入。
  - 10月 - KDDIの携帯インターネットサービス「EZ Web」に、公式サーチエンジン「EZサーチ」他のサービスを開始。
- 2000年
  - 10月 - メール広告事業を行う株式会社イージーユーズ（2010年5月に連結の範囲から除外）の株式を取得。
  - 12月 - 自社書籍をテキストとするe-learningサービス「独習ゼミ」の販売を開始。
- 2001年11月 - IT関連の職業紹介事業の運営を目的として、子会社株式会社翔泳社人材センター（現：株式会社SEプラス）を設立
- 2003年
  - 2月 - IT開発技術者向けセミナーイベント「Developers Summit」の定期開催を開始。
  - 8月 - 「Project Management Professional」をはじめとする資格学習ソフトの販売を開始。
  - 11月 - 携帯電話向け懸賞サイト「LOTO!LOTO!」をオープンし、モバイル広告事業を開始。
- 2004年
  - 6月 - PMP資格試験に対応した「Project Management Professionalセミナー」の定期開催を開始。
  - 7月 - インターネットカフェ運営事業を開始。新宿区新宿に「Moopa!」1号店オープン。
  - 12月 - 日本証券業協会への店頭登録を取消し、ジャスダック証券取引所に株式を上場。
- 2005年
  - 3月 - アフィリエイト広告事業を行う株式会社モバイル・アフィリエイトの株式を取得。
  - 6月 - システム開発者向けWebマガジン「CodeZine」をオープン。
  - 9月 - インターネットカフェの運営を行う株式会社リバティハウス（後：INCユナイテッド株式会社、現：株式会社ランセカンド、2017年5月に連結の範囲から除外）の株式を取得し、子会社化。
  - 10月 - インターネットカフェの運営を行う株式会社コミカの株式を取得し、子会社化。
  - 12月 - インターネットカフェ事業におけるグループ内統合の一環で、株式会社コミカをINCユナイテッド株式会社に吸収合併。
- 2006年
  - 1月 - インターネットカフェ事業におけるグループ内統合の一環で、当社ネットカフェ事業をINCユナイテッド株式会社に営業譲渡。
  - 7月 - オンラインマーケティングのための実践Webマガジン「MarkeZine」をオープン。
  - 10月 - 会社分割により株式会社翔泳社、株式会社SEデザイン、SEモバイル・アンド・オンライン株式会社、株式会社ゲームグースを新設し事業を承継。純粋持株会社へ移行し、SEホールディングス・アンド・インキュベーションズ株式会社へ商号変更。
- 2007年
  - 7月 - 株式会社システム・テクノロジー・アイを完全親会社、株式会社SEプラス（旧：翔泳社プラス）を完全子会社とする株式交換を実施。その結果、株式会社システム・テクノロジー・アイ（後：アイスタディ株式会社、現：株式会社クムシ、2015年12月に連結の範囲から除外）を子会社化。
  - 7月 - 株式会社翔泳社がITプロのための実践Webマガジン「EnterpriseZine」をオープン。
  - 10月 - 持分法適用会社であった株式会社イージーユーズが実施する第三者割当増資の全額引受け。これに伴い、株式会社イージーユーズ（2010年5月に連結の範囲から除外）を子会社化。
- 2008年9月 - 持分法適用会社であった株式会社モバイル・アフィリエイトの株式を追加取得し、株式会社モバイル・アフィリエイトを子会社化[2]。
- 2009年4月 - 株式会社イージーユーズが、株式会社モバイル・アフィリエイトを吸収合併し、合併を機に株式会社SEメディアパートナーズ（2010年5月に連結の範囲から除外）へ商号変更。
- 2010年
  - 4月 - ジャスダック証券取引所と大阪証券取引所の合併に伴い、大阪証券取引所JASDAQ市場に上場。
  - 4月 - 株式会社翔泳社、SEモバイル・アンド・オンライン株式会社、株式会社SEデザインが「GoogleTM Apps Premier Edition」の正規販売代理店として活動を開始。
  - 5月 - 保有する株式会社SEメディアパートナーズ（後：アキナジスタ株式会社）の全株式を処分し、同社を連結の範囲から除外。
  - 7月 - 株式会社翔泳社が株式会社ファーストアカデミーの全株式を取得し子会社化[3]。それに伴い株式会社ファーストアカデミーは株式会社翔泳社アカデミーへ商号変更。
  - 9月 - 株式会社クラスエイを当社へ吸収合併。
- 2011年4月 - 有価証券投資事業を行う子会社SEインベストメント株式会社を設立。
- 2013年
  - 4月 - 株式会社SEプラスがコメディカル向け各種求人サイトオープン開始
  - 7月 - 大阪証券取引所と東京証券取引所の現物市場統合により、東京証券取引所JASDAQスタンダードに上場。
  - 11月 - 株式会社翔泳社が電子商取引に関する情報を発信するメディア「ECzine（イーシージン）」をオープン
- 2014年10月 - INCユナイテッド株式会社（現：株式会社ランセカンド、2017年5月に連結の範囲から除外）が株式会社優泉jp.（2016年2月に連結の範囲から除外）の株式を取得し子会社化。
- 2015年12月 - 保有する株式会社システム・テクノロジー・アイ（後：アイスタディ株式会社、現：株式会社クムシ）の全株式を株式会社ブイキューブに譲渡し、同社を連結の範囲から除外[4]。
- 2016年2月 - 株式会社優泉jp.の清算が結了し、同社を連結の範囲から除外。
- 2017年
  - 4月 - 株式会社翔泳社がテクノロジーを活用した教育ICTのメディア「EdTechZine（エドテックジン）」をオープン
  - 5月 - 保有するINCユナイテッド株式会社の全株式を株式会社ランシステムへ譲渡し、同社を連結の範囲から除外[5]。
- 2019年
  - 4月 - 株式会社翔泳社が営業×テクノロジーをテーマに企業の営業活動を支援するメディア「SalesZine（セールスジン）」をオープン
  - 6月 - SEモバイル・アンド・オンライン株式会社がオンライン婚活支援サービス「スマリッジ」リリース
- 2021年9月 - 保有する株式会社ゲームグースの全株式を譲渡し、同社を連結の範囲から除外。
- 2022年4月 - 東京証券取引所新市場区分への移行に伴い、スタンダード市場に上場。
- 2023年1月 - 株式会社翔泳社を吸収合併存続会社、株式会社翔泳社アカデミーを吸収合併消滅会社とする子会社間吸収合併を実施。

## 出版事業

### Webマガジン
- CodeZine（コードジン） - 開発者のための実装系Webマガジン
- MarkeZine（マーケジン） - オンラインマーケティングのための実践Webマガジン
- EnterpriseZine（エンタープライズジン） - エンタープライズシステム構築の現場で活躍するITプロのための実践Webマガジン
- Biz/Zine（ビズジン） - 事業開発者のためのメディア
- ECzine - コマースビジネスを支援するメディア
- EdTechZine - 教育ICTの専門メディア
- SalesZine（セールスジン） - テクノロジーで営業支援をするウェブマガジン
- CreatorZine（クリエイタージン） - クリエイター向けウェブメディア
- HRzine（エイチアールジン） - 人事部や人事に関わる専門Webメディア
- ProductZine（プロダクトジン） - プロダクトマネージャー向けのWebメディア

### 主催イベント
- Developers Summit（通称デブサミ）- 技術者コミュニティとの連携から生まれた総合ITカンファレンス
- MarkeZine Day - techとcreativityを楽しむマーケティングイベント
- EnterpriseZine Day（旧IT Initiative Day） - IT従事者向けイベント

### 出版物
- ILLUSTRATION（イラストレーション）（発行元：artbook事務局（飛べる株式会社））

## 開発ゲームソフト（SEモバイル・アンド・オンライン株式会社）
旧 翔泳社ソフトウェアソリューション局 製を含む
- 1995年
  - エンターテイメント雀荘　ザッツ・ポン!（PS）
  - Break Thru!（PS、SS）
- 1996年
  - グリルロジック（PS）
  - ZORK I（PS、SS）
  - 痛快!スロットシューティング（SS）
  - ビルクラッシュ（PS）
- 1997年
  - あやかし忍伝くの一番（PS）
  - パネルティアストーリー ケルンの大冒険（SS）
  - プロジェクト・ガイアレイ（PS）
  - 冒険活劇モノモノ（SS）
  - ワラワラウォーズ 激闘!大軍団バトル（SS）
- 1998年
  - あやかし忍伝 くの一番 プラス（SS）
  - 精霊召喚 〜プリンセス オブ ダークネス〜（PS）
  - みさきアグレッシヴ!（PS）
- 1999年
  - 後夜祭（PS）
  - できる!ゲームセンター（PS）
  - ブレードメーカー（PS）
- 2000年
  - 幻想のアルテミス〜Actress School Mystery Adventure〜（PS）
  - マクロスプラス ゲームエディション（PS）
- 2001年
  - 機甲兵団J-PHOENIX 序章篇（PS2）
  - 機甲兵団J-PHOENIX（PS2）
  - マクロスM3（DC）
  - ルナ・ウイング 〜時を越えた聖戦〜（PS、販売元はタカラ）
- 2002年
  - 機甲兵団J-PHOENIX+（XB）
  - 機甲兵団J-PHOENIX バーストタクティクス（PS2）
  - 機甲兵団J-PHOENIX コバルト小隊篇（PS2）
  - ゾイドVS（GC）
- 2003年
  - 機甲兵団J-PHOENIX2 序章篇（PS2）
  - ゾイドVS.II（GC）
- 2004年
  - 機甲兵団J-PHOENIX2（PS2）
  - ゾイドVS.III（GC）
- 2005年
  - ゾイドタクティクス（PS2）
- 2006年
  - ZOIDS ONLINE WARS（PC）
- 2007年
  - ゾイド オルタナティブ（Xbox 360）
- 2010年
  - ハッピーベジフル（PCブラウザ）
- 2017年
  - 毎日こつこつ俺タワー（iOS／Android）